# Elias VI. (Périgord)
Elias VI. Talleyrand († um 1203/04) war ein Graf von Périgord aus dem Haus Périgord. Er war ein Sohn des Grafen Boson IV. und der Comtorissa.

## Leben
Elias beteiligte sich 1181 an der Revolte der aquitanischen Feudalherren gegen ihren Herzog Richard Löwenherz. Der schlug den Aufstand aber rasch nieder, worauf Elias im Jahr 1182 zur Unterwerfung gezwungen war.
Nachdem Richard Löwenherz 1192 in Gefangenschaft geraten war, schloss sich Elias erneut einem Aufstand an, nun im Bunde mit König Philipp II. August und Graf Raimund V. von Toulouse. Dieses Mal wurde der Aufstand vom herzoglichen Seneschall Elias de la Celle und Prinz Sancho von Navarra niedergeschlagen.
Letztmals tritt Elias in einer Schenkung an die Abtei Notre-Dame von Chancelade aus dem Jahr 1203/04 urkundlich auf. Er war verheiratet mit Raymonde, einer Tochter des Raymond de Turenne, Vizegraf von Ribérac. Neben dem zukünftigen Grafen Elias VII. war vermutlich auch Archambaud I. ihr Sohn.

## Weblink
- Comtes de Périgord 997–1399 bei Foundation for Medieval Genealogy.fmg (englisch)